# ژوزف (اورگن)
ژوزف (به انگلیسی: Joseph) شهری در شهرستان ولوا ایالت اورگن است و در سرشماری سال ۲۰۱۱ میلادی، ۱٬۰۸۱ نفر جمعیت داشته که نسبت به سال ۲۰۱۰، ۰٫۸۳ درصد رشد جمعیت داشته‌است.